# Constellation Place
Constellation Place — 35-поверховий, 150-метровий хмарочос в Лос-Анджелесі, Каліфорнія. Тут розташовуються штаб-квартири Houlihan Lokey, ICM Partners та International Lease Finance Corporation (ILFC).
Тут колись розміщувалася штаб-квартира корпорації Metro-Goldwyn-Mayer (MGM), але переїхала в Беверлі-Гіллз, Каліфорнія 19 серпня 2011 року.